# 僕クエスト
「僕クエスト」（ぼくクエスト）は、ゴールデンボンバーの10枚目のシングル。2011年6月1日にZany Zapから発売された。

## 概要
- 表題曲「僕クエスト」は、テレビ東京系アニメ『遊☆戯☆王ZEXAL』の第1期エンディングテーマとして使用された[1]。
- 2種類のDVD付限定盤と、『遊☆戯☆王ZEXAL』アニメイラストジャケットの初回限定盤Cと、CD EXTRA付の通常盤の計4タイプが発売。
- PVでは、ギターの喜矢武豊がガチャピンに、ドラムの樽美酒研二がお笑い芸人レイザーラモンHGに扮したかのようなコスプレをしているシーンがある。手にした巨大な鉄球は『ザ・キング・オブ・ファイターズ』のチャン・コーハンのパロディと思われる。他にも『ストリートファイターII』のキャラクターをコスプレしているバージョンもある（鬼龍院＝リュウ、喜矢武＝ブランカ、歌広場＝バルログ、樽美酒＝ダルシム）。
- 2015年に公開されたRayarkのアーケードゲーム『Cytus Ω』のロケテスト版の収録曲となっていた[3]。

## 収録曲

### CD（初回限定盤A、B）
全作詞・作曲：鬼龍院翔、編曲：tatsuo・鬼龍院翔
1. 僕クエスト
最初のタイトルは「中学2年生」だったが、タイアップ先のアニメの主人公が中学1年生という設定のため変更になったと語っている。またこのタイトルについて、鬼龍院曰く「"頑張ってるんだよ俺は!"って言いながら、親に怒られても何されてもゲームやってる少年を描きたくて。ゲームにどっぷりハマってる少年というイメージでこのタイトルになった」と語っている[4]。
2. らふぃおら
タイトルは歌詞中にも出てくる「Life is all right」のこと。初音ミクに歌わせるつもりで制作されたが、どうしてもタイトルにあるような発音しかできなかったためその衝撃でこのタイトルになったとのこと[4]。
3. 今夜はトゥナイト

### CD（初回限定盤C）
1. 僕クエスト
2. らふぃおら
3. 今夜はトゥナイト
4. よいこのための金爆入門メドレー

### CD（通常盤）
1. 僕クエスト
2. らふぃおら
3. 今夜はトゥナイト
4. 僕クエスト（オリジナル・カラオケ）
5. らふぃおら（オリジナル・カラオケ）
6. 今夜はトゥナイト（オリジナル・カラオケ）

### DVD（A TYPE）
1. 僕クエストPV（激闘編）
2. 僕クエストPV Making映像
3. 僕クエスト ライブPV

### DVD（B TYPE）
1. 僕クエストPV（激唱編）
2. 僕クエスト ジャケ写Making映像
3. らふぃおら ライブPV

### CD EXTRA
1. 僕クエストPV（激混ぜ編）
2. メンバー直伝カラオケ指南